# Esenbeckia laticlava
Esenbeckia laticlava är en tvåvingeart som beskrevs av Wilkerson och David Fairchild 1983. Esenbeckia laticlava ingår i släktet Esenbeckia och familjen bromsar.
Artens utbredningsområde är Ecuador. Inga underarter finns listade i Catalogue of Life.